# Mats Åkergren
Mats Åkergren, född 12 september 1752 i Eräjärvi, död 20 mars 1839 i Ruovesi, var en svensk byggmästare som verkade i östra rikshalvan. Åkergrens morbror Matti Åkerblom var också en välkänd byggmästare. 

## Byggnadsverk i urval
- Klockstapeln vid Kuhmois kyrka (1786)
- Nurmijärvi kyrkas klockstapel (1795) [2]
- Muldia kyrka (1795-1796) [3]
- Askola kyrka (1799) och klockstapel (1800)
- Mörsköms kyrka (1803)
- Nastola kyrka (1804)
- Kiikka kyrka (1806-1807)
- Heinola kyrka (1807-1811)
- Luopiois kyrka (1812-1813)
- Buckila kyrka (1814)
- Eräjärvi kyrka (1821)